# 伊丽莎白王后国际音乐比赛
伊丽莎白王后国际音乐比赛（法語：Concours musical international Reine Élisabeth）是在比利时布鲁塞尔举办的国际音乐比赛，始于1937年。比赛项目包括小提琴、钢琴、歌唱（1988年起）和大提琴（2017年起），每年只有一个项目，每四年暂停一次，另外自1991年起每两年举办一次作曲比赛。 

## 历史
创建该赛的设想最初由比利时小提琴家欧仁·伊萨伊提出，在其1931年去世后，比利时王后伊丽莎白接管此计划。女王为了纪念好友伊萨伊，将比赛命名为“欧仁·伊萨伊音乐比赛”（Concours Eugène Ysaÿe）。大卫·奥伊斯特拉赫和吉列尔斯分别在1937年和1938年的头两届比赛中获胜。1951年，二战后中断的赛事重新开始，改为现名称并持续至今。伊丽莎白王后、法比奥拉王后和玛蒂尔德王后历任比赛的赞助人。 

## 知名获奖者
- 1937年：大卫·奥伊斯特拉赫（小提琴第一名）
- 1938年：埃米尔·格里戈里耶维奇·吉列尔斯（钢琴第一名）、阿图罗·贝内德蒂·米凯兰杰利（钢琴第七名）
- 1951年：列奥尼德·柯岗（小提琴第一名）
- 1956年：弗拉基米尔·达维多维奇·阿什肯纳齐（钢琴第一名）
- 1967年：基东·克雷默（小提琴第三名）
- 1968年：内田光子（钢琴第十名）
- 1985年：胡乃元（小提琴第一名）
- 1989年：瓦吉姆·列宾（小提琴第一名）、诹访内晶子（小提琴第二名）
- 1997年：尼科莱·斯奈德（小提琴第一名）
- 2001年：瑟倫·尼爾斯·艾希貝爾格（作曲第一名）
- 2007年：弗朗西斯科·皮蒙泰西（钢琴第三名）
- 2009年：陈锐（小提琴第一名）
- 2022年：崔夏英（大提琴第一名）

## 顯著性
2012年，为纪念伊丽莎白王后国际音乐比赛75周年， 比利时发行了一枚2欧元纪念币，印有伊丽莎白王后的剪影和花押字。